# آلمون دابلیو و دکتر مری ئی. اسپولدینگ رنچ
آلمون دابلیو و دکتر مری ئی. اسپولدینگ رنچ (به انگلیسی: Almon W. and Dr. Mary E. Spaulding Ranch) یک مزرعه (محل) در ایالات متحده آمریکا است که در بویزی، آیداهو قرار دارد.